# Landgericht Lienz

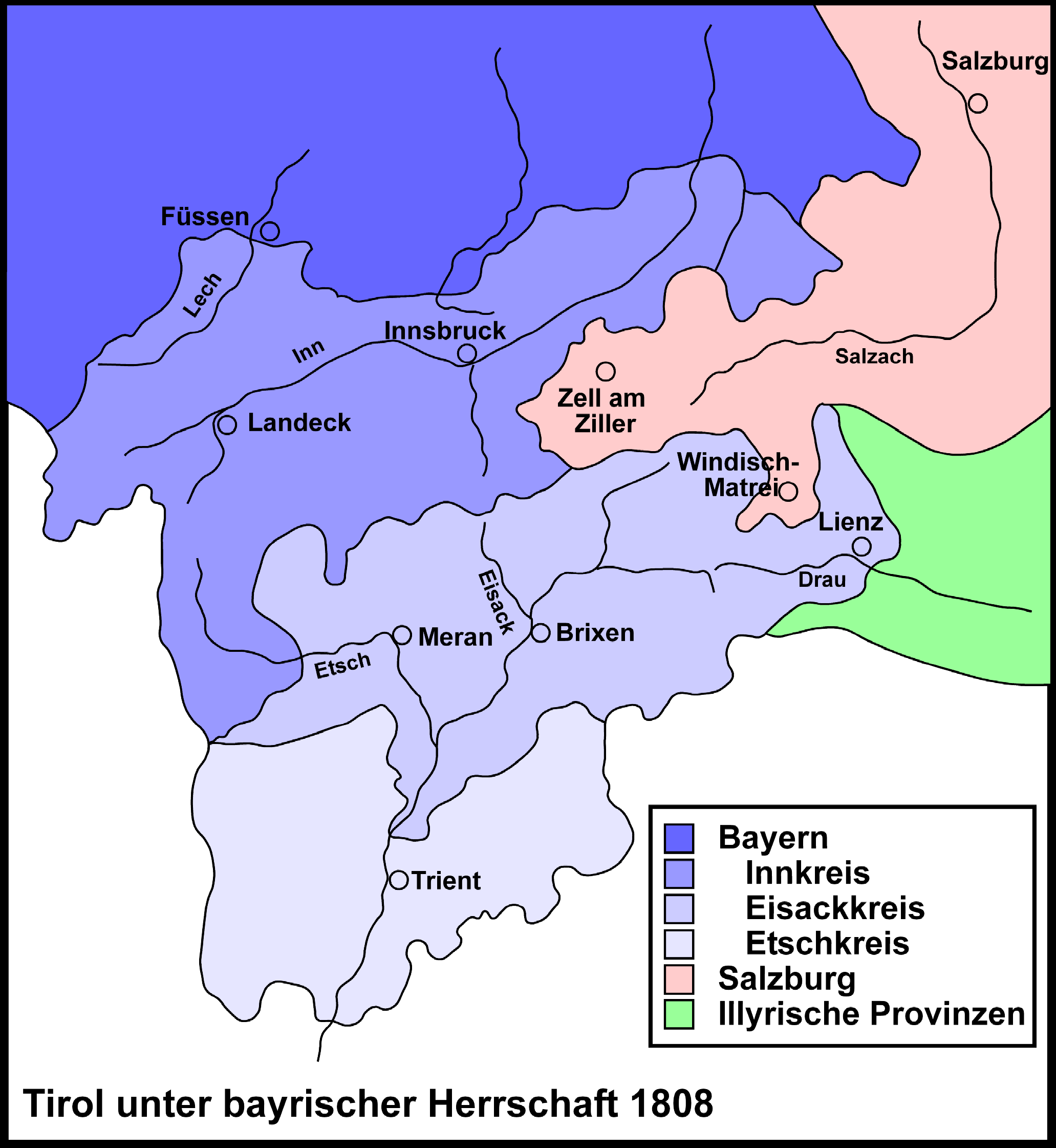
Das Landgericht Lienz im Eisackkreis 1808

Das Landgericht Lienz war ein von 1805 bis 1810 bestehendes bayerisches Landgericht älterer Ordnung mit Sitz in Lienz in Tirol. Die Landgerichte waren im Königreich Bayern Gerichts- und Verwaltungsbehörden.

## Geschichte
Das von Napoleon und seinen Verbündeten schwer geschlagene Österreich musste 1805 im Frieden von Pressburg seine Gefürstete Grafschaft Tirol an das mit Napoleon verbündete Bayern abtreten. In der Folge wurde im Verlauf der Verwaltungsneugliederung Bayerns das Landgericht Lienz errichtet. Dieses wurde nach der Gründung des Königreichs Bayern 1806 dem Eisackkreis zugeschlagen, dessen Hauptstadt Brixen war. Nach der Niederschlagung des Tiroler Aufstands kamen am 28. Februar 1810 die Osttiroler Landgerichte Lienz und Sillian zu den von Frankreich annektierten Illyrischen Provinzen. Österreich erklärte im August 1813 Frankreich wieder den Krieg (Befreiungskriege) und besetzte das Gebiet des Landgerichts. Der Wiener Kongress sprach dem Kaisertum Österreich den Besitz endgültig zu.

## Beamte des Landgerichts
Die Namen der Beamten des Landgerichts Lienz im Jahr 1809 lassen sich aus dem Königlich-Baierischen Regierungsblatt entnehmen.
- Erster Assessor: Kaspar von Ottenthal
- Zweiter Assessor: Johann von Geschi